# Сімс (Іллінойс)
Сімс (англ. Sims) — селище (англ. village) в США, в окрузі Вейн штату Іллінойс. Населення — 166 осіб (2020).

## Географія
Сімс розташований за координатами 38°21′41″ пн. ш. 88°32′7″ зх. д. / 38.36139° пн. ш. 88.53528° зх. д. (38.361501, -88.535343).  За даними Бюро перепису населення США в 2010 році селище мало площу 3,11 км², уся площа — суходіл.

## Демографія
Згідно з переписом 2010 року, у селищі мешкали 252 особи в 99 домогосподарствах у складі 75 родин. Густота населення становила 81 особа/км².  Було 117 помешкань (38/км²).
Расовий склад населення:
| - 98,8 % — білих - 0,4 % — чорних або афроамериканців |

До двох чи більше рас належало 0,4 %. Частка іспаномовних становила 0,4 % від усіх жителів.
За віковим діапазоном населення розподілялося таким чином: 20,6 % — особи молодші 18 років, 61,9 % — особи у віці 18—64 років, 17,5 % — особи у віці 65 років та старші. Медіана віку мешканця становила 43,7 року. На 100 осіб жіночої статі у селищі припадало 104,9 чоловіків;  на 100 жінок у віці від 18 років та старших — 96,1 чоловіків також старших 18 років.
Середній дохід на одне домашнє господарство  становив 56 419 доларів США (медіана — 42 917), а середній дохід на одну сім'ю — 60 328 доларів (медіана — 52 750). Медіана доходів становила 35 139 доларів для чоловіків та 24 868 доларів для жінок. За межею бідності перебувало 22,4 % осіб, у тому числі 39,0 % дітей у віці до 18 років та 28,6 % осіб у віці 65 років та старших.
Цивільне працевлаштоване населення становило 130 осіб. Основні галузі зайнятості: освіта, охорона здоров'я та соціальна допомога — 26,9 %, виробництво — 21,5 %, роздрібна торгівля — 13,1 %, фінанси, страхування та нерухомість — 10,8 %.